# Molekularna mašina
Molekularna mašina, ili nanomašina, svaki je diskretni broj molekularnih komponenti koji proizvodi kvazi-mehaničko kretanje (učinak) u odgovoru na specifični stimulus (ulaganje). Ovaj termin se često koristi u širem smislu za molekule koji jednostavno oponašaju funkcije koje se odvijaju na makroskopskom nivou. Termin je takođe ustaljen u nanotehnologiji, gde je znatan broj veoma kompleksnih molekularnih mašina predložen. Njihova svrha je konstruisanje molekularnog asemblera. Molekularne mašine se mogu podeliti u dve široke kategorije: sintetičke i biološke.
Žan-Pjer Sovaž, Frejzer Stodart i Ben Feringa su nagrađeni Nobelovom nagradom za hemiju 2016. godine za dizajn i sintezu molekularnih mašina.